# 浴血罗霄
《浴血罗霄》是肖克所著长篇小说，解放军文艺出版社1988年出版。1991年获第三届茅盾文学奖荣誉奖。